# 가미이나군

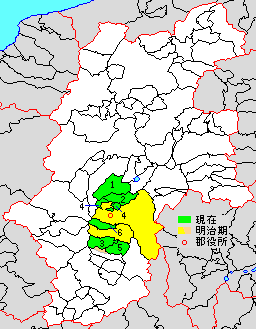
가미이나 군의 위치

가미이나군(일본어: 上伊那郡, かみいなぐん)은 일본 나가노현의 군이다.
인구 78,918명, 면적 514.61km², 인구밀도 153명/km².(2025년 7월 1일, 추계인구)
이하 3정 3촌으로 구성된다.
- 이지마정(飯島町)
- 다쓰노정(辰野町)
- 미노와정(箕輪町)
- 나카가와촌(中川村)
- 미나미미노와촌(南箕輪村)
- 미야다촌(宮田村)

## 군역
1879년 행정 구역으로 출범 당시의 군역은 위의 3정 3촌에 이나시, 고마가네시 및 시모이나군 마쓰카와정의 일부를 더한 구역에 해당한다.

## 역사

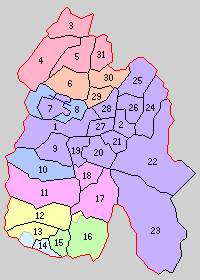
1.이나촌 2.다카토정 3.오노촌 4.가와시마촌 5.이나토미촌 6.나카미노와촌 7.니시미노와촌 8.미나미미노와촌 9.니시하루치카촌 10.미야다촌 11.아카호촌 12.이지마촌 13.나나쿠보촌 14.가미카타기리촌 15.가타기리촌 16.미나카타촌 17.나카자와촌 18.히가시이나촌 19.히가시하루치카촌 20.도미가타촌 21.가나미촌 22.미와촌 23.이나사토촌 24.미요시촌 25.후지사와촌 26.오사후지촌 27.미스즈촌 28.데라촌 29.미노와촌 30.히가시미노와촌 31.아사히촌 (보라:이나시 분홍:고마가네시 빨강:다쓰노정 등색:미노와정 노랑:미나미미노와촌 녹색:나카가와촌 하늘색:시모이나군 마쓰카와정 파랑:출범 후 합병을 거치지 않은 정촌)

- 1889년 4월 1일 - 정촌제 시행으로, 아래의 정촌이 발족.(1정 30촌)
  - 이나촌(伊那村): 현 이나시
  - 다카토정(高遠町): 현 이나시
  - 오노촌(小野村): 현 다쓰노정
  - 가와시마촌(川島村): 현 다쓰노정
  - 이나토미촌(伊那富村): 현 다쓰노정
  - 나카미노와촌(中箕輪村):현 미노와정
  - 니시미노와촌(西箕輪村):현 이나시
  - 미나미미노와촌(南箕輪村): 현 미나미미노와촌
  - 니시하루치카촌(西春近村): 현 이나시
  - 미야다촌(宮田村)(제1차): 현 미야다촌
  - 아카호촌(赤穂村): 현 고마가네시
  - 이지마촌(飯島村): 현 이지마정
  - 나나쿠보촌(七久保村): 현 이지마정
  - 가미카타기리촌(上片桐村): 현 시모이나군 마쓰카와정
  - 가타기리촌(片桐村): 현 나카가와촌
  - 미나카타촌(南向村): 현 나카가와촌
  - 나카자와촌(中沢村): 현 고마가네시
  - 히가시이나촌(東伊那村): 현 고마가네시
  - 히가시하루치카촌(東春近村): 현 이나시
  - 도미가타촌(富県村): 현 이나시
  - 가나미촌(河南村): 현 이나시
  - 미와촌(美和村): 현 이나시
  - 이나사토촌(伊那里村): 현 이나시
  - 미요시촌(三義村): 현 이나시
  - 후지사와촌(藤沢村): 현 이나시
  - 오사후지촌(長藤村): 현 이나시
  - 미스즈촌(美篶村): 현 이나시
  - 데라촌(手良村): 현 이나시
  - 미노와촌(箕輪村): 현 미노와정
  - 히가시미노와촌(東箕輪村): 현 미노와정
  - 아사히촌(朝日村): 현 다쓰노정
- 1897년 10월 15일 - 이나촌이 정제 시행으로 이나정(伊那町)이 됨.(2정 29촌)
- 1898년 6월 17일 - 히가시이나촌이 이나촌(伊那村)으로 개칭.
- 1940년 4월 17일 - 아카호정이 정제 시행으로 아카호정(赤穂町)이 됨.(3정 28촌)
- 1947년 1월 1일 - 이나토미촌이 정제 시행과 개칭으로 다쓰노정(辰野町)이 됨.(4정 27촌)
- 1948년 11월 3일 - 나카미노와촌이 정제 시행으로 나카미노와정(中箕輪町)이 됨.(5정 26촌)
- 1949년 4월 1일 - 미나카타촌의 일부가 이지마촌에 편입.
- 1953년 2월 1일 - 나나쿠보촌의 일부가 가미카타기리촌에 편입.
- 1954년
  - 1월 1일(7정 24촌)
    - 이지마촌이 정제 시행으로 이지마정(飯島町)이 됨.
    - 미야다촌(제1차)이 정제 시행으로 미야다정(宮田町)이 됨.

  - 4월 1일 - 이나정·도미가타촌·미스즈촌·데라촌·히가시하루치카촌·니시미노와촌이 합병하여, 이나시(伊那市)가 발족, 군에서 이탈.(6정 19촌)
  - 7월 1일 - 아카호정·미야다정·나카자와촌·이나촌이 합병하여, 고마가네시(駒ヶ根市)가 발족, 군에서 이탈.(4정 17촌)
- 1955년
  - 1월 1일 - 나카미노와정·미노와촌·히가시미노와촌이 합병하여, 미노와정(箕輪町)이 발족.(4정 15촌)
  - 4월 1일 - 다쓰노정·아사히촌이 합병하여, 새로이 다쓰노정이 발족.(4정 14촌)
- 1956년 9월 30일(4정 10촌)
  - 가와시마촌이 다쓰노정에 편입.
  - 다카토정·오사후지촌·미요시촌이 합병하여, 새로이 다카토정이 발족.
  - 이지마정·나나쿠보촌이 합병하여, 새로이 이지마정이 발족.
  - 고마가네시의 일부가 분리되어 미야다촌(宮田村, 제2차)이 발족.
  - 가미카타기리촌이 시모이나군 오시마촌과 합병하여 시모이나군 마쓰카와정이 발족, 군에서 이탈.
- 1958년
  - 4월 1일 - 후지사와촌이 다카토정에 편입.(4정 9촌)
  - 8월 1일 - 미나카타촌·가타기리촌이 합병하여, 나카가와촌(中川村)이 발족.(4정 8촌)
- 1959년 4월 1일 - 이나사토촌·미와촌이 합병하여, 하세촌(長谷村)이 발족.(4정 7촌)
- 1961년 3월 31일 - 오노촌이 다쓰노정에 편입.(4정 6촌)
- 1964년 4월 1일 - 가나미촌이 다카토정에 편입.(4정 5촌)
- 1965년 4월 1일 - 니시하루치카촌이 이나시에 편입.(4정 4촌)
- 2006년 3월 31일 - 다카토정·하세촌이 이나시와 합병하여, 새로이 이나시가 발족, 군에서 이탈.(3정 3촌)

## 같이 보기
- 이나군
- 시모이나군